# 親愛的 (2008年電影)
《親愛的》是一部香港的電影。由楊愛瑾、曾愷玹及安志傑領銜主演。本作品於2008年於香港上映。由葉念琛執導，金牌大風出品。這齣電影以愛情及恐怖作為題材。本片是葉念琛執導的《愛情三部曲》後另一部愛情電影，故事上與《愛情三部曲》並無關聯，只是女主角楊愛瑾的角色名字、對白和遭遇都與《愛情三部曲》的《我的最愛》相同，有可能是同一角色。演員用了《愛情三部曲》的楊愛瑾、曾愷玹和黃嘉樂及後作《絕代雙嬌》的關楚耀、HotCha和小肥，亦加入了楊秀惠及安志傑等演員。

## 演員
| 演員                        | 角色     | 關係/暱稱  |
| 曾愷玹                      | 韋晴     | 晴晴       |
| 關楚耀                      | 程緯     | Andy，緯少 |
| 楊愛瑾                      | 阿敏     | 晴晴鄰居   |
| 安志傑 （粵語配音：鄭保瑞） | 阿勇     | Jack       |
| 楊秀惠                      | Maggie   | 程緯朋友   |
| 張惠雅                      | Regen    | 程緯朋友   |
| 張紋嘉                      | Crystal  | 程緯朋友   |
| 黎美言                      | Winkie   | 程緯朋友   |
| 小肥                        | 小肥     | 程緯朋友   |
| 黃嘉樂                      | 阿強     | 敏男朋友   |
| 焦姣                        | 韋晴外婆 | 韋晴外婆   |

## 歌曲
- 主題曲：
  - 〈我不在乎〉 - 曾愷玹、安志傑

- 插曲：
  - 〈最後一秒鐘〉 - 吳雨霏
  - 〈撒嬌〉 - 曾愷玹
  - 〈未輸〉 - 側田
  - 〈我愛的人都讓我傷心〉 - 安志傑